# Királyok völgye 8

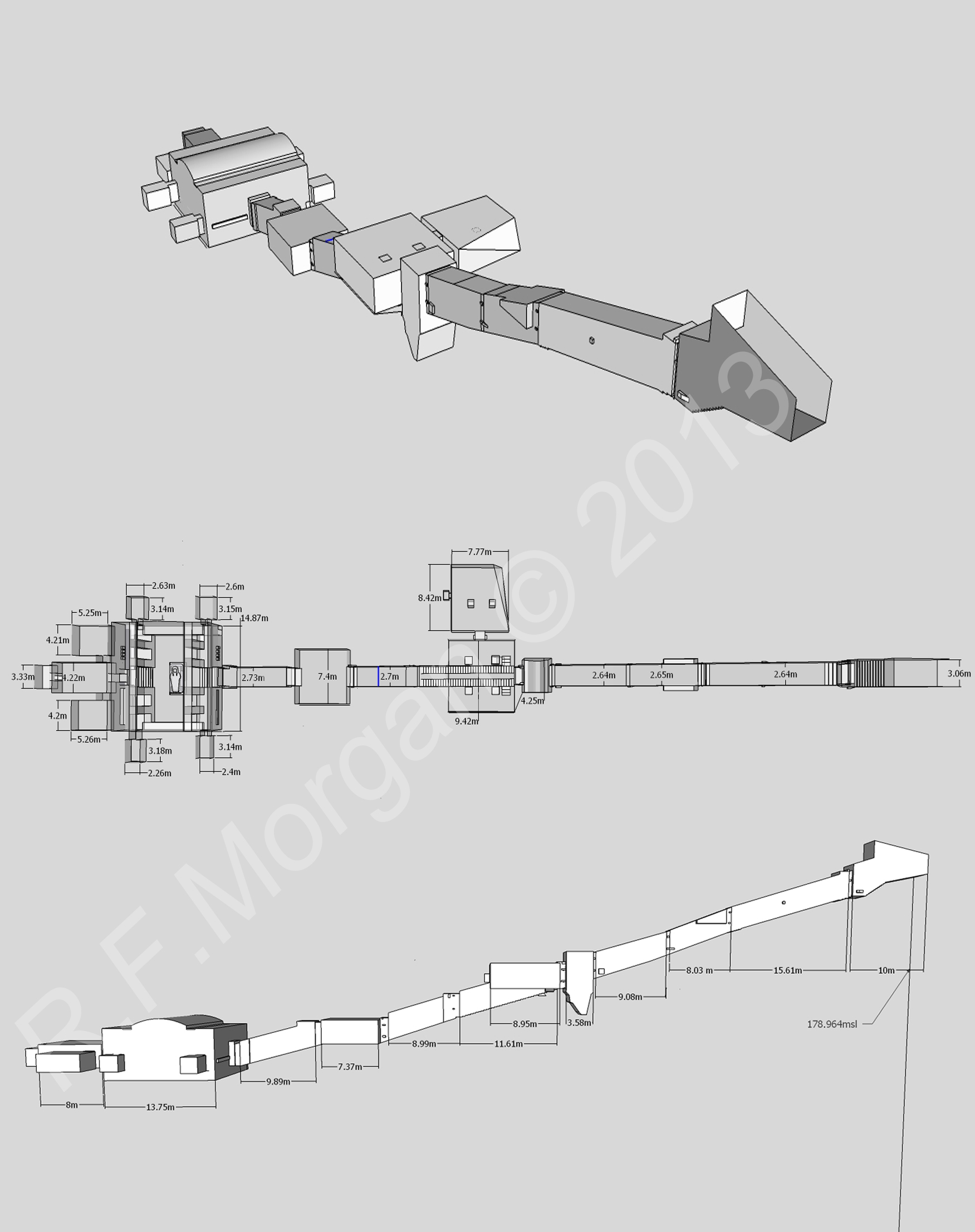
A sír izometrikus képe, alaprajza és oldalnézeti metszete egy 3D-modell alapján

A Királyok völgye 8 (KV8) egy egyiptomi sír a Királyok völgye keleti völgyében, a fő vádiban. A XIX. dinasztia negyedik uralkodója, Merenptah temetkezési helye.

## Leírása
A sír teljes hossza 164,86 méter, területe 772,54 m². Legmagasabb pontján 6,46 m magas. Az egyenes tengelyű sírba három, lejtős folyosó vezet le. Ezt az aknát tartalmazó kamra követi, mely egy négyoszlopos kamrában folytatódik, ebből jobbra mellékkamra nyílik. A négyoszlopos kamrából lejtős folyosó vezet egy újabb kamrába, innen újabb lejtős folyosó vezet a sírkamrába. A sírkamrából kétoldalt két-két mellékkamra nyílik, hátul pedig újabb kamra, melyből három irányban három mellékkamra. A sírkamra elülső és hátsó falában több falfülkét alakítottak ki. Az ajtókereteket a sír több helyiségének ajtaján is lefaragták és homokkővel pótolták később, másképp nem tudták volna levinni a sírba a hatalmas szarkofágot. A homokkő tömböket nem az eredeti helyükön találták meg a feltáráskor; egy részük az aknából került elő. Ekkor távolíthatták el az első oszlopos kamra hátsó két oszlopát is.
A sírt a Naplitánia, a Kapuk könyve, az Amduat könyve, a Halottak könyve, a szájmegnyitás szertartásának ábrázolása, a Föld könyve, a Barlangok könyve jelenetei, valamint az elhunytat istenekkel ábrázoló jelenetek díszítik festett magas és mélyrelieffel. Az első oszlopos kamra után a beáradó víz a lentebbi falrészek díszítésének nagy részét tönkretette és a sírkamra oszlopait is megrongálta. A sír falain talált, több mint száz graffitóból ítélve a görög-római időkben a sír az első oszlopos kamráig bejárható volt.
A fáraó eredetileg négy, egymásba helyezett szarkofágban nyugodott. Múmiáját több másikkal együtt a Királyok völgye 35 sírba vitték a sírrablók elől; ekkor a két külső szarkofágot összetörték, a harmadikat Taniszba vitték. Ekkor töltötték fel törmelékkel az aknát, hogy ki tudják vinni a szarkofágot, és ez okozta, hogy később be tudott áradni a víz.
A bejárat utáni második folyosó alatt húzódik Horemheb sírja, a KV57.

## Felfedezése és feltárása
A KV8 már az ókor óta nyitva áll. A sírt feltérképezte Richard Pococke, a napóleoni expedíció, James Burton és Robert Hay is. Feliratait a francia-toszkán expedíció írta le 1828–29-ben, feltárta Karl Richard Lepsius (1844–1845), Howard Carter (1903–1904) és Edwin C. Brock (1985–1988).

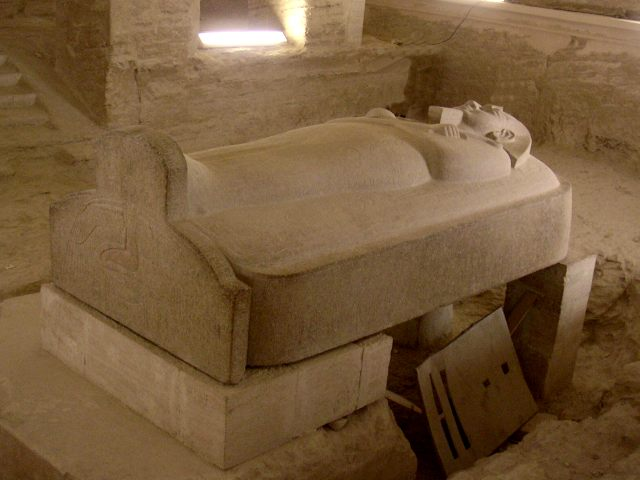
Merenptah szarkofágja

## Külső hivatkozások
- KV8